# Rooster
"Rooster" é uma canção da banda americana Alice in Chains, lançada como single em 22 de fevereiro de 1993, e pertencente ao segundo álbum de estúdio do grupo, Dirt, de 1992. Foi incluída também no álbum ao vivo Unplugged (1996) e nas compilações Music Bank (1999), Greatest Hits (2001) e The Essential Alice in Chains (2006). Uma versão demo da canção também foi incluída em Music Bank. "Rooster" alcançou a 7ª posição do ranking Mainstream Rock Tracks da Billboard.

## Origem e gravação
No encarte da coleção Music Bank, de 1999, o guitarrista/vocalista Jerry Cantrell comenta, sobre a canção: "Creio que a demo tem um clima que talvez não tenhamos conseguido aqui (no Dirt), porém esta [versão] tem uma... qualidade própria, pelo menos."
Cantrell escreveu a canção para seu pai, Jerry Cantrell Sr., que serviu na Guerra do Vietnã. O apelido de infância de Jerry Sr. era "Rooster" (galo em inglês), e foi dado por seu bisavô devido a forma como o seu cabelo ficava de pé, lembrando um galo.

## Letra
Cantrell compôs a música na casa do vocalista do Soundgarden, Chris Cornell. Cantrell não tinha onde morar no ínicio de 1991, então ele passou a morar com Chris Cornell e sua esposa Susan Silver na casa deles em Seattle. Susan era empresária do Alice In Chains. Enquanto estava sozinho durante a noite em um pequeno quarto na casa de Cornell e Silver, Cantrell começou a pensar no pai e nas cicatrizes causadas pela experiência dele no Vietnã, que também afetaram o resto da família. "Essa experiência no Vietnã o mudou para sempre", Cantrell disse em entrevista ao site Team Rock em 2006, "e certamente teve um efeito sobre nossa família, então acho que também foi um momento decisivo na minha vida". Os pais de Cantrell se separaram e ele foi morar com a avó materna em Washington junto com a mãe e os irmãos, e raramente via o pai. "Eu certamente tinha ressentimentos", observa Cantrell, "como qualquer pessoa jovem em uma situação em que um pai não está por perto ou uma família está dividida. Mas em "Rooster", eu estava tentando pensar no ponto de vista dele sobre isso – o que ele poderia ter passado. Para ser sincero, na verdade não me sentei com a intenção de fazer nada disso; isso [a música] simplesmente saiu. Mas essa é a grande coisa sobre a música – às vezes ela pode atingir mais fundo do que você faria em uma conversa com alguém. É mais um meio para cavar mais fundo." Cantrell disse que "Rooster" foi uma grande conquista para ele como um jovem compositor, e esse sentimento ecoou quando ele apresentou a demo ao vocalista Layne Staley, ao baixista Mike Starr e o baterista Sean Kinney.
Rooster foi gravada no Eldorado Studios na Sunset Boulevard em Los Angeles, e foi co-produzida pela banda junto com Dave Jerden.
O maior triunfo de Rooster foi ter reparado o relacionamento quebrado entre pai e filho. Cantrell lembra; "Quando eu toquei a música pela primeira vez para o meu pai, eu perguntei se eu tinha chegado perto de onde ele poderia estar emocionalmente ou mentalmente naquela situação. E ele me disse: 'Você chegou muito perto – você bateu na cabeça'. Foi muito significativo para ele que eu escrevi a música. Isso nos aproximou. Foi bom para mim a longo prazo e também foi bom para ele."
Jerry Cantrell sobre a canção, no encarte da coletânea de 1999, Music Bank: "Foi o começo do processo de cura entre meu pai e eu de todo aquele dano que o Vietnã causou. Isto tudo foi a minha percepção das experiências dele lá. A primeira vez que eu ouvi ele falando sobre isso foi quando nós fizemos o vídeo e ele fez uma entrevista de 45 minutos com Mark Pellington e eu fiquei espantado que ele a fez. Ele estava totalmente relaxado, totalmente calmo, aceitou tudo e se divertiu fazendo isso. Até o levou a ponto de chorar. Foi lindo. Ele disse que foi uma experiência esquisita, uma experiência triste e ele esperava que ninguém mais tivesse que passar por isso."
O pai de Cantrell se juntou ao Alice in Chains no palco durante "Rooster" no concerto de 30 de Setembro de 2006, em Tulsa.

## Vídeo clipe
O vídeo clipe protagonizou brutalidade e violência visualmente lembrando o filme Apocalypse Now (1979), e foi dirigido por Mark Pellington. O pai do guitarrista Jerry Cantrell também aparece no vídeo.

## Créditos
- Layne Staley – vocal
- Jerry Cantrell – guitarra e vocal de apoio
- Mike Starr – baixo
- Sean Kinney – bateria